# 経済的自由主義
経済的自由主義（けいざいてきじゆうしゅぎ、英: Economic liberalism エコノミックリベラリズム）または自由経済（英: liberal economy リベラルエコノミー）、自由資本主義（英: liberal capitalism リベラルキャピタリズム）とは、経済領域における個人主義のイデオロギー的信条であり、経済における意思決定は最大限個人にゆだねるべきであり、組織集団によってなされるべきではないとするもの。対義語は統制経済（controlled economy コントロールドエコノミー）、指令経済（command economy コマンドエコノミー）、計画経済（planned economy プランドエコノミー）など。
経済的自由主義には様々な経済政策が含まれるが、共通するのは市場経済制度と生産手段の私有を強く支持することである。経済的自由主義では、政府による規制はある程度支持するが、政府が自由市場における自由取引と自由競争をさまたげる介入には反対する事が多い。しかし私有独占を排除する政府介入には肯定的であり、それは特定の人々（多くは貧困）の意思決定力を束縛することになることと考えているからである。経済的自由主義は、それが他人の自由を侵すものでない限り、個人が自らの金銭により選択する事をとても重要視する。
経済的自由主義では、計画経済を市場システムを置き換えるものではないと否定し、また一般的には混合経済も否定する。よって、社会主義・市場社会主義・社会市場経済・重商主義・国家資本主義などのような社会自由主義とは明確に異なるイデオロギーである。

## 概要
経済的自由主義は政府に介入されない市場を支持しているが、公共財の提供については政府の役割を認めている。例えばアダム・スミスは、政府は道路・水路・学校・橋などに政府の役割を認めており、それらは民間では効果的に提供できないと主張するが、しかしそれらの財は受益者負担（通行料を徴収するなど）であるべきだとしている。加えて彼は自由貿易に対しての報復関税、またイノベーションに繋がる著作権・特許を奨励している。さらにロバート・コックスの研究では、技術革新の重要性と自由市場の密接な関係に脚光を当てている。

## 歴史
経済的自由主義につながる理論らは啓蒙時代に発展し、アダム・スミスが初めて定式化したとされている。スミスは市場経済において政府の介入は最小限にすべきだと論じ、一部の基本的な公共財を除いて政府の干渉は不要であり、初期はそれらの公共財は非常に限られた範囲に限定されたものであった。スミスは、皆が各々の経済的財の国家統制をやめ所有者に任せることで、調和の取れた等しく誰もが繁栄する社会になると主張した。この理論は、18世紀末から重商主義終焉までの間、資本主義経済システムを理論的に支持するものとなった。